# Husy
Husy (Anserinae) je podčeleď vrubozobých ptáků z čeledi kachnovitých. Patří do ní rody husa, labuť, berneška a husička.
Jako husy jsou v češtině označovány i zástupci rodu Cereopsis (jediný druh husa kuří Cereopsis novaehollandiae) a někdy i husice rodu Chloephaga.

## Rody, podrody a druhy
- labutě (Cygnus)
  - labuť zpěvná (Cygnus cygnus)
  - labuť trubač (Cygnus buccinator)
  - labuť malá (Cygnus columbianus)
  - labuť Bewickova (Cygnus bewickii)
  - labuť černá (Cygnus atratus)
  - labuť černokrká (Cygnus melancorypha)
  - labuť velká (Cygnus olor)
  - labuť chathamská (Cygnus sumnerensis)
  - labuť koskoroba (Cygnus coscoroba)

- Husy bílé (Chen) - někdy řazené mezi husy rodu Anser
  - husa císařská (Chen canagicus)
  - husa sněžná (Chen caerulescens)
  - husa Rossova (Chen rossii)

- Husy šedé (Anser)
  - husa běločelá (Anser albifrons)
  - husa velká (Anser anser)
  - husa krátkozobá (Anser brachyrhynchus)
  - husa labutí (Anser cygnoides) – někdy se vyčleňuje do samostatného rodu Cygnopsis
  - husa malá (Anser erythropus)
  - husa polní (Anser fabalis)
  - husa indická (Anser indicus)
- Bernešky (Branta)
  - berneška velká (Branta canadensis)
  - berneška malá (Branta hutchinsii)-dříve považována za poddruh bernešky velké
  - berneška havajská (Branta sandvicensis)
  - berneška bělolící (Branta leucopsis)
  - berneška rudokrká (Branta ruficollis)
  - berneška tmavá (Branta bernicla)